# فرودگاه شهری واشبرن
فرودگاه شهری واشبرن  (به انگلیسی: Washburn Municipal Airport)  یک فرودگاه همگانی باربری با کد یاتا none است که یک باند فرود بتن دارد و طول باند آن ۱۱۲۸ متر است. این فرودگاه در  کشور ایالات متحده آمریکا قرار دارد و در ارتفاع ۵۸۱ متری از سطح دریا واقع شده است.